# Односи Србије и Норвешке
Односи Србије и Норвешке су инострани односи Републике Србије и Краљевине Норвешке.

## Билатерални односи
Званични дипломатски односи су успостављени 1942. године.
Норвешка је гласала за пријем Косова у УНЕСКО приликом гласања 2015.

### Посете
- MИП Б. Бренде је посетио Р. Србију јуна 2014. и септембра 2015;
- Престолонаследник Краљевине Норвешке крунисани принц Хокон посетио је Београд новембра 2014;
- ПВ Александар Вучић је боравио у званичној посети Ослу јуна 2015.
- Тадашњи ППВ и МО Александар Вучић посетио је Норвешку новембра 2012.
- МИП Норвешке Е. Б. Еиде посетио је Србију 23. и 24. априла 2013.
- Бивши председник Борис Тадић посетио је Норвешку маја 2010.[1]

### Економски односи
- Током 2020. остварен је извоз од 21,3 и увоз од 56,4 милиона долара, укупно 77.
- У 2019. години робна размена је достигла вредност од 78 милиона УСД (извоз 24 милиона, увоз 54 милиона).
- У току 2018. извоз је вредео 25 а увоз 50 милиона долара, укупно 75.[3][4]

Куповина мреже "Моби 63" од стране Теленора 2006. године за 1,5 милијарди евра, једна је од највећих појединачних страних инвестиција у Србији и уједно и највећа норвешка инвестиција у Србији.
Норвешка је од 2000. године Србији доделила око 250 милиона евра бесповратне помоћи, кроз разне форме донација и развојних пројеката.

### Дипломатски представници

#### У Београду
- Јерн Евјен Јелстад, амбасадор, 2019—
- Арне Санес Бјорнстад, амбасадор, 2015—2019.
- Нилс Рагнар Камсваг, амбасадор, 2010—2015.
- Хакон Блакенборг, амбасадор, 2005—2010.
- Ханс Ола Урстад, амбасадор, 2000—2005.
- Свере Берг Јохансен, амбасадор, 1999—2000.
- Јон Атле Гордер, амбасадор, 1996—1999.
- Јеорг Кране, амбасадор, 1988—1992.
- Торе Бег, амбасадор, 1980—1988.
- Ћел Елиасен, амбасадор, 1977—1980.
- Јохан Сејер Капелен, амбасадор, 1971—1976.
- Пер Венемое, амбасадор, 1966—1970.
- Ханс Олав, амбасадор, 1963—1966.
- Даг Рамсеј Брин, амбасадор, 1958—1963.
- Карл М.Ф. Ирјенс, 1954—1957.
- Ерик Бродланд, посланик, 1952—1954.
- Кнут Ликће, посланик, 1948—1952.
- Карло Фердинанд Сандберг, први норвешки посланик у Београду, од 1939. и у периоду 1946—1947.
- Х. Воејели, конзул, 1906.

#### У Ослу
Амбасада Републике Србије у Ослу (Норвешка) радно покрива Исланд.
- Драган Петровић, амбасадор, 2021—
- Сузана Бошковић Продановић, амбасадор, 2015—2020.
- Милан Симурдић, амбасадор, 2010—2015.
- Владислав Младеновић, амбасадор, 2006—2010.
- /  Вида Огњеновић, амбасадор, 2001—2006.
- Јанко Радуловић, амбасадор, 1998—2001.
- Ненад Радовановић, амбасадор, 1987—
- Месуд Беснику, амбасадор, 1983—1987.
- Џон Широка, амасадор, 1979—1983.
- Гојко Жарковић, амбасадор, 1974—1979.
- Драго Кунц, амбасадор, 1970—1974.
- Илија Топаловски, амбасадор, 1967—1970.
- Стана Томашевић Арнесен, амбасадор, 1963—1967.
- Душан Благојевић, амбасадор, 1960—1963.
- Владимир Роловић, посланик а затим и амбасадор, 1956—1960.
- Радивој Увалић, посланик, 1954—1955.
- Љубо Илић, посланик, 1951—1953.
- Срећко Шиловић, посланик, 1949—1951.
- Милош Московљевић, 1946—1949.
- Владимир Рибарж, посланик, 1946.